# Zapodidae
Chuột nhắt nhảy (Danh pháp khoa học: Zapodidae) là một nhóm động vật gặm nhấm dạng chuột phân bố ở Bắc Mỹ và Trung Quốc thuộc Bộ Gặm nhấm.
Trước đây, họ này được xếp như là phân họ Zapodinae trong họ Dipodidae. Do các kết quả nghiên cứu di truyền, một số phân họ được nâng lên thành họ riêng thuộc liên họ Dipodoidea.

## Đặc điểm
Mặc dù trông giống con chuột, nhưng những con thú gặm nhấm này được phân biệt bởi các chi dưới của chúng và thông thường, bởi sự có mặt của bốn cặp răng má trong mỗi hàm. Chúng có tất cả năm ngón chân, nhưng chân đầu tiên ở chân trước là thô có một cái móng tay phẳng. Đuôi chiếm 60% chiều dài cơ thể và được sử dụng để giữ thăng bằng khi di chuyển. Má chúng có túi.
Chuột nhảy Tứ Xuyên (Eozapus setchuanus) từ Trung Quốc có thể được xác định bằng dấu 'Y' trên bụng. Những con chuột này sống trong các khu rừng, đồng cỏ và các đồng cỏ núi non. Chúng là loài hoạt động về đêm và thường sống một mình (động vật sống đơn độc). Chúng làm tổ trong các khe đá, trong rảnh gỗ hoặc trong các cây rỗng, và thường đẻ ba lứa con trong một mùa sinh sản.

## Phân loại
Có cả thay 11 loài trong họ này:
- Chi Eozapus
  - Eozapus setchuanus: Chuột nhảy Trung Quốc
- Chi Napaeozapus
  - Napaeozapus abietorum
  - Napaeozapus insignis: Chuột nhảy lông dày
- Chi Zapus
  - Zapus hudsonius: Chuột nhảy đồng cỏ
  - Zapus luteus
  - Zapus montanus
  - Zapus oregonus
  - Zapus pacificus
  - Zapus princeps: Chuột nhảy miền Tây
  - Zapus saltator
  - Zapus trinotatus: Chuột nhảy Thái Bình Dương